# Hans Amman
Hans M. Amman (Amsterdam, 28 september 1957) is een Nederlands hoogleraar en voormalig vicevoorzitter van het gezamenlijke college van bestuur van de Hogeschool van Amsterdam en Universiteit van Amsterdam. 

## Biografie
Hans Amman studeerde economie en promoveerde aan de Universiteit van Amsterdam. Hij was er enkele jaren universitair docent bij de Vakgroep Macro-Economie en vervolgens hoogleraar Computational Economics. Hans Amman stond aan de wieg van dit vak en is tot op de dag van vandaag hoofdredacteur van het tijdschrift Computational Economics. 
Hij stapte over naar de Technische Universiteit Eindhoven waar hij van 2000 tot 2006 achtereenvolgens decaan van de Faculteit Technologie Management en lid van het College van Bestuur was. Van 2006-2014 was hij vicevoorzitter en lid van het College van Bestuur van de Universiteit Utrecht. Van februari 2014 tot december 2016 was Amman vicevoorzitter van het college van bestuur van de Hogeschool van Amsterdam en Universiteit van Amsterdam en verantwoordelijk voor financiën en huisvesting. 
Amman stond in de schijnwerpers in het begin van 2015, toen het bestuurlijk centrum van de Hogeschool van Amsterdam en Universiteit van Amsterdam, het Maagdenhuis, bezet werd door actiegroepen van de UvA. Na de ontruiming op 11 april 2015 ontstond er een vertrouwenscrisis tussen de medezeggenschapsraden van de UvA en het college. Voorzitter dr. Louise Gunning-Schepers is daarna vrijwillig opgestapt, terwijl Hans Amman aanbleef. Naast zijn lidmaatschap van het College van Bestuur is Amman ook professor Computational Economics aan de Universiteit van Amsterdam.